# Fleuve
Pour les articles homonymes, voir Fleuve (homonymie).

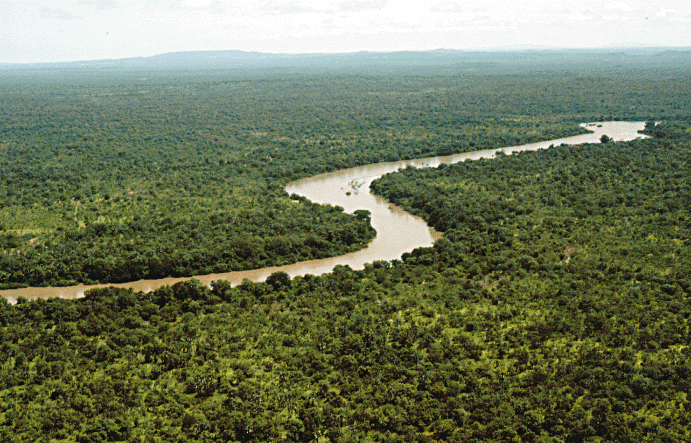
Le fleuve Gambie.

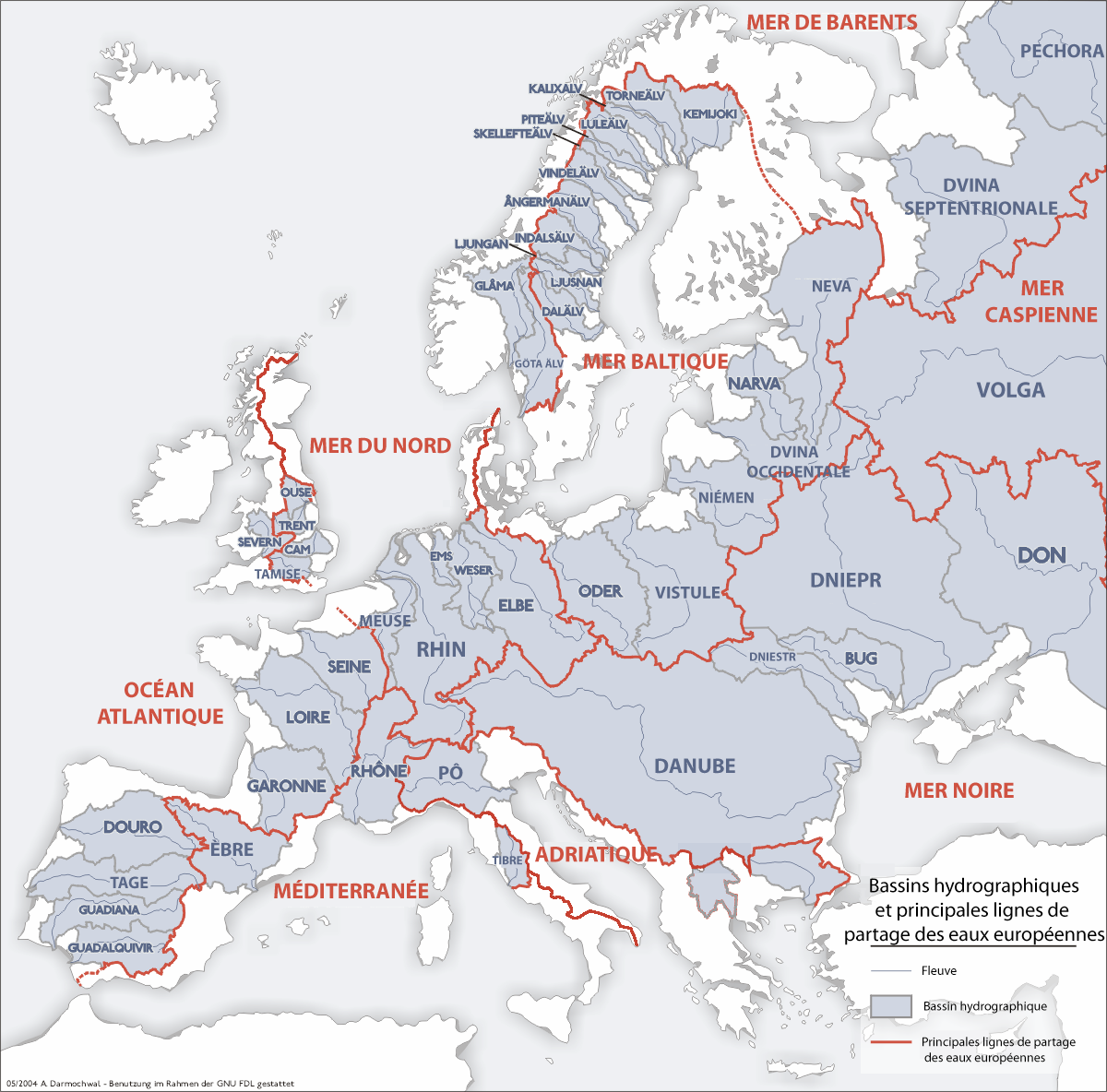
Les bassins versants des principaux fleuves d'Europe.

Fleuve est un mot pouvant sembler ambigu,,, en français, où il désigne :
- un cours d'eau se jetant dans une mer ou un océan[5],[6],[1],[2],[4] ;
- un cours d'eau important aboutissant dans un désert (fleuve endoréique), comme le Tarim, « le plus long « fleuve intérieur » du monde »[7] ou l'Okavango ;
- un cours d'eau permanent[8] et d'importance significative, qui peut également se jeter dans une mer fermée ou dans un autre fleuve[1],[2],[4].

En effet, jusqu'au XVIIIe siècle, le mot rivière a pu s'appliquer indifféremment à des cours d'eau comme la Seine, l'Oise ou l'Aisne.
Plus récemment le terme de rivière a pu, de la même façon, être utilisé en français pour qualifier un cours d'eau d'importance plus faible, même s'il se jette dans la mer ou tout cours d'eau se jetant dans un fleuve ou une autre rivière.
Cependant le dictionnaire Larousse est sans ambiguïté en la matière en qualifiant ainsi le mot fleuve « Cours d'eau finissant dans la mer et souvent formé par la réunion d'un certain nombre de rivières ».
Ainsi les cours d'eau côtiers d'importance pourtant mineure sont généralement qualifiés de fleuves côtiers car se jetant dans la mer. Ainsi la Veules, petit cours d'eau de 1,15 km de long, est qualifié de « plus petit fleuve de France »,.
En hydrographie contemporaine, la description d'un réseau fait appel à d'autres variables telles que les nombres de Strahler, l'importance des bassins versants et des régimes hydrologiques ; la plupart des fleuves obtenant au regard de ces critères les rangs les plus élevés.

## Ambiguïtés face aux éléments physiques et hydrographiques

Exemple de classification Strahler de sous-ensemble en arborescence numérotée, utile pour l'étude d'un fleuve.

Aux grandes échelles temporelles et géologiques, la dérive des continents, les transformations morphologiques naturelles, le réchauffement ou le refroidissement planétaire entraîne au rythme des phases glaciaires et interglaciaires des modifications régulières et très importantes des longueurs, largeur, débit et configuration des fleuves sur toute la surface du globe.
Il est difficile de mesurer, modéliser ou cartographier finement la longueur d'un fleuve et d'autres de ses caractéristiques, pour plusieurs raisons :
- les fleuves ont une propriété fractale et parfois un important lacis de bras secondaires, plus ou moins étendu selon l'époque de l'année, surtout dans le cas des fleuves « sauvages » (peu régulés)[14], ce qui signifie que plus la mesure est précise, plus le fleuve semblera long ;
- il est parfois difficile de déterminer exactement les extrémités d'un fleuve car :
  - il peut être formé en amont par des ruisseaux saisonniers, des sources intermittentes, des marais, ou des lacs éphémères, des glaciers variables ;
  - la limite aval de son embouchure (exemples : estuaire, delta) est souvent discutable.

Les prospectivistes doivent aussi maintenant prendre en compte le dérèglement climatique et les besoins d'adaptation au changement climatique, pour l'homme comme pour les espèces des milieux aquatiques,,.

## Le lit
L'espace qu'occupe un cours d'eau varie selon son hydrologie :
- lit majeur, appelé aussi « plaine d'inondation » ou « lit d'inondation » est plus étendu que le lit ordinaire. Il est recouvert par des alluvions ;
- lit mineur aussi appelé lit ordinaire ou « lit apparent » ;
- le chenal d'étiage n'occupe qu'une partie du lit ordinaire.

La faune et la flore, et en particulier les ripisylves, les grands herbivores et le castor interagissent naturellement avec l'écologie fluviale et la forme et le débit des cours d'eau. Depuis 200 ans, c'est l'homme et ses aménagements qui sont devenus la première cause de changement écologique et morphologique des cours d'eau, avec les barrages notamment.
Dans certains contextes (sols et substrats perméables ou semi-perméables), le lit interagit fortement avec des cours d'eau souterrains, les nappes (Loi de Darcy) et les zones humides adjacentes ou sous-jacentes et avec un compartiment sous-fluvial qui peut abriter une faune une biodiversité spécifique généralement plutôt étudiée dans le cadre de l'« écologie souterraine ». L'eau souterraine constitue environ 98 % des ressources en eau contre moins de 2 % pour les lacs et les cours d'eau.

## Écologie
Dans l'hydrosphère, les fleuves sont classés parmi les systèmes lotiques, c'est-à-dire caractérisés par un certain débit, par opposition aux systèmes « lentiques » plus lents ou stables.
Ils abritent une succession d'écosystèmes, des sources à l'estuaire, chacun caractérisé par une faune, une flore, des champignons et des micro-organismes, planctoniques notamment adaptés à la force du courant, à la profondeur et au débit de l'eau, à sa turbidité, son pH, sa dureté, etc.
La plupart des fleuves sont accompagnés d'« annexes écologiques » (zones humides, bras-morts et restes d'anciens méandres, etc.) et d'un « second fleuve » dit « compartiment sous-fluvial », qui s'écoulent beaucoup plus lentement dans le sol sous le précédent et à ses abords, avec des espèces spécifiques là où les eaux souterraines ou interstitielles permettent la vie.
Tous les fleuves sont aussi des corridors écologiques.
Plus des deux tiers des fleuves dépassant les 1 000 km sont entravés par des constructions humaines créées soit pour éviter les inondations, soit pour générer de l’électricité.

## Quelques chiffres et statistiques
Les trois plus longs fleuves au monde sont le Nil avec 6 718 km, suivi par l'Amazone avec 6 500 km environ, et le Yangtsé avec 6 300 km.
L'Amazone est cependant le fleuve qui possède, et de loin, le plus grand bassin versant (6 150 000 km2) et le plus grand débit (190 000 m3/s). Il est suivi du Congo avec le second bassin versant du monde (3 680 000 km2) et le second débit (41 000 m3/s).
En Europe, les plus grands fleuves sont la Volga avec 3 700 km et le Danube avec 3 019 km (voir Delta du Danube).
En France le plus petit fleuve est la Veules long de 1 149 mètres.

### Les dix plus longs fleuves sur Terre
Les données suivantes correspondent à une longueur moyenne estimée. La mesure de la longueur d'un fleuve dépend largement de la définition de la source, et de l'estuaire. De grandes différences de mesure existent et permettent de ce fait des contestations de ce classement.
Pour les trois premières places :
1. Nil (entre 6 499 et 6 718 km)[a]
2. Amazone (entre 6 259 et 6 800 km)[26],[a]
3. Yangtsé (Chang Jiang) (6 380 km)

Les quatrième à septième places font consensus :
1. Mississippi-Missouri (6 210 km)[27],[28]
2. Ienisseï-Angara (5 550 km)
3. Fleuve Jaune (5 464 km)
4. Ob-Irtych (5 410 km)

Pour les trois dernières places :
1. Congo (4 380 km ou 4 670 km)[29]
2. Amour (4 354 km)
3. Mékong (4 350 à 4 909 km)